# Louis Hasenknopf
Louis Hasenknopf, född 1 november 1890, var en österrikisk skeletonåkare. Han tävlade i skeleton vid olympiska vinterspelen 1928 i Sankt Moritz. Han kom på åttonde plats.